# Scott Donaldson
Scott Donaldson (n. 19 martie 1994, Perth, Scoția, Regatul Unit) este un jucător scoțian de snooker. 